# Woodside (Delaware)
Woodside és un poble dels Estats Units a l'estat de Delaware. Segons el cens del 2000 tenia 184 habitants.

## Demografia
Segons el cens del 2000, Woodside tenia 184 habitants, 70 habitatges, i 52 famílies. La densitat de població era de 444 habitants/km².
Dels 70 habitatges en un 31,4% hi vivien nens de menys de 18 anys, en un 61,4% hi vivien parelles casades, en un 11,4% dones solteres, i en un 25,7% no eren unitats familiars. En el 20% dels habitatges hi vivien persones soles el 12,9% de les quals corresponia a persones de 65 anys o més que vivien soles. El nombre mitjà de persones vivint en cada habitatge era de 2,63 i el nombre mitjà de persones que vivien en cada família era de 2,94.
Per edats la població es repartia de la següent manera: un 22,3% tenia menys de 18 anys, un 6,5% entre 18 i 24, un 33,7% entre 25 i 44, un 25% de 45 a 60 i un 12,5% 65 anys o més.
L'edat mediana era de 39 anys. Per cada 100 dones de 18 o més anys hi havia 81 homes.
La renda mediana per habitatge era de 54.250 $ i la renda mediana per família de 53.750 $. Els homes tenien una renda mediana de 35.417 $ mentre que les dones 21.875 $. La renda per capita de la població era de 23.399 $. Aproximadament el 3,9% de les famílies i el 7,9% de la població estaven per davall del llindar de pobresa.

## Poblacions més properes
El següent diagrama mostra les poblacions més properes.